# Puya coriacea
Puya coriacea är en gräsväxtart som beskrevs av Lyman Bradford Smith. Puya coriacea ingår i släktet Puya och familjen Bromeliaceae. Inga underarter finns listade i Catalogue of Life.